# Belgische federale verkiezingen 2014/Kandidatenlijst/FDF
Dit zijn de kandidatenlijsten van Fédéralistes Démocrates Francophones voor de Belgische federale verkiezingen van 2014. De verkozenen staan vetgedrukt.

## Brussel-Hoofdstad

### Effectieven
1. Olivier Maingain
2. Véronique Caprasse
3. François van Hoobrouck d'Aspre
4. Ali Raad
5. Christophe Magdalijns
6. Sophie Rohonyi
7. Christophe Gasia
8. Nicole Geerseau-Desmet
9. Nicolas Harmel
10. Jeannine Crucifix
11. Marie-Paule Tshombé
12. Halina Benmrah
13. Virginie Hinque
14. Cédric De Cock
15. Marc Wagemans

### Opvolgers
1. Eric Libert
2. Lucile Baumerder
3. Monique Dupont
4. Jean-Louis Peeters
5. Marie Paquot
6. Jeanine Joannes
7. Frédéric Lambin
8. Frédéric Nimal
9. Denise Bentein

## Henegouwen

### Effectieven
1. Christophe Verbist
2. Geneviève Cordier
3. Alain Uyttebroeck
4. Ronald Girardi
5. Nadira Selhami
6. Salvatore Russo
7. Geneviève Delautre-Drouillon
8. Rosario Gagliano
9. Jessica Van Gysegem
10. Carine Gahide
11. Isabelle Cleerebaut
12. Christelle Palamaruk
13. Maryse Kuzniak
14. Marc Gillard
15. Danielle Van Parys
16. Guy Dautreppe
17. Te Muse Bandakala
18. Bruno Vanhemelryck

### Opvolgers
1. Jean-Noël Gillard
2. Patricia Antenucci
3. Didier Guinchon
4. Mickaël Coulon
5. Elena La Giusa
6. William Fabry
7. Laurence Baland
8. Nabila Lazreq
9. Maria Unali
10. Mario Secci

## Luik

### Effectieven
1. Hugues Lannoy
2. Nathalie Blondiaux
3. Michael Henen
4. Laurent Noel
5. René Debanterlé
6. Magali Rizzi
7. Pierrick Ernest
8. Rita Colpaert
9. Isabelle De Laet-Van Der Vennet
10. Laurent Moermans
11. Eunice Mosbeux
12. Pierre Halin
13. Jacqueline Beaumont
14. Sarah Wathy
15. Philippe Loneux

### Opvolgers
1. Gabriel Kevers
2. Caroline Hautot
3. Dominique Debry
4. Jessica Scravatte
5. Alain Dumont
6. Cécile Léonard
7. Madeleine Vanderperre
8. Valentine Baraté
9. David Laurenty

## Luxemburg

### Effectieven
1. Serge Sainte
2. Dorothée Stassen
3. Alain Devigne
4. Sophie Dielman

### Opvolgers
1. Thibault De Ridder
2. Marina Woygnet
3. Guy Chapuis
4. Justine Martin
5. Michel Gosseye
6. Cécile Louis

## Namen

### Effectieven
1. Monique Félix
2. Guy Barbiaux
3. Catherine Mutombo Bakaji
4. Michel Fichelle
5. Lucenita Padilha de Mesquita
6. Jean-Pierre Pans

### Opvolgers
1. Vérane Parmentier
2. Xavier Capart
3. Marguerite Peerenboom
4. Pascal Gobeaux
5. Angélique Pietquin
6. Didier Gille

## Vlaams-Brabant

### Effectieven
1. Michel Dierick
2. Véronique Pilate
3. Julie Van Cauwenberghe
4. Yavin Kolinsky
5. Simonne Claessens
6. Clément Dezuttere
7. Irbaham Yücelbas
8. Marlène Christoyannis
9. Yves Lombaerts
10. Jacqueline Bruning
11. Margarida Menagé Melo da Mota Veiga
12. Jacqueline Lampaert
13. Paul De Groote
14. Jean Dewit
15. Eugène Messemaekers

### Opvolgers
1. Xavier Provoost
2. Joëlle Junck
3. Jérémy Balcinhas Godinho
4. Maryse Trimpont
5. Jean Mathieu
6. Françoise Moyart

## Waals-Brabant

### Effectieven
1. Amaury Alexandre
2. Maryline Leherte
3. Olivier Gasia
4. Virginie Beaurain
5. Adrien Felot

### Opvolgers
1. Patrice Horn
2. Natacha Jacquet
3. Claude Sauvage
4. Sandrine Porzio
5. Jérome Abras
6. Denisa Nela